# Batic

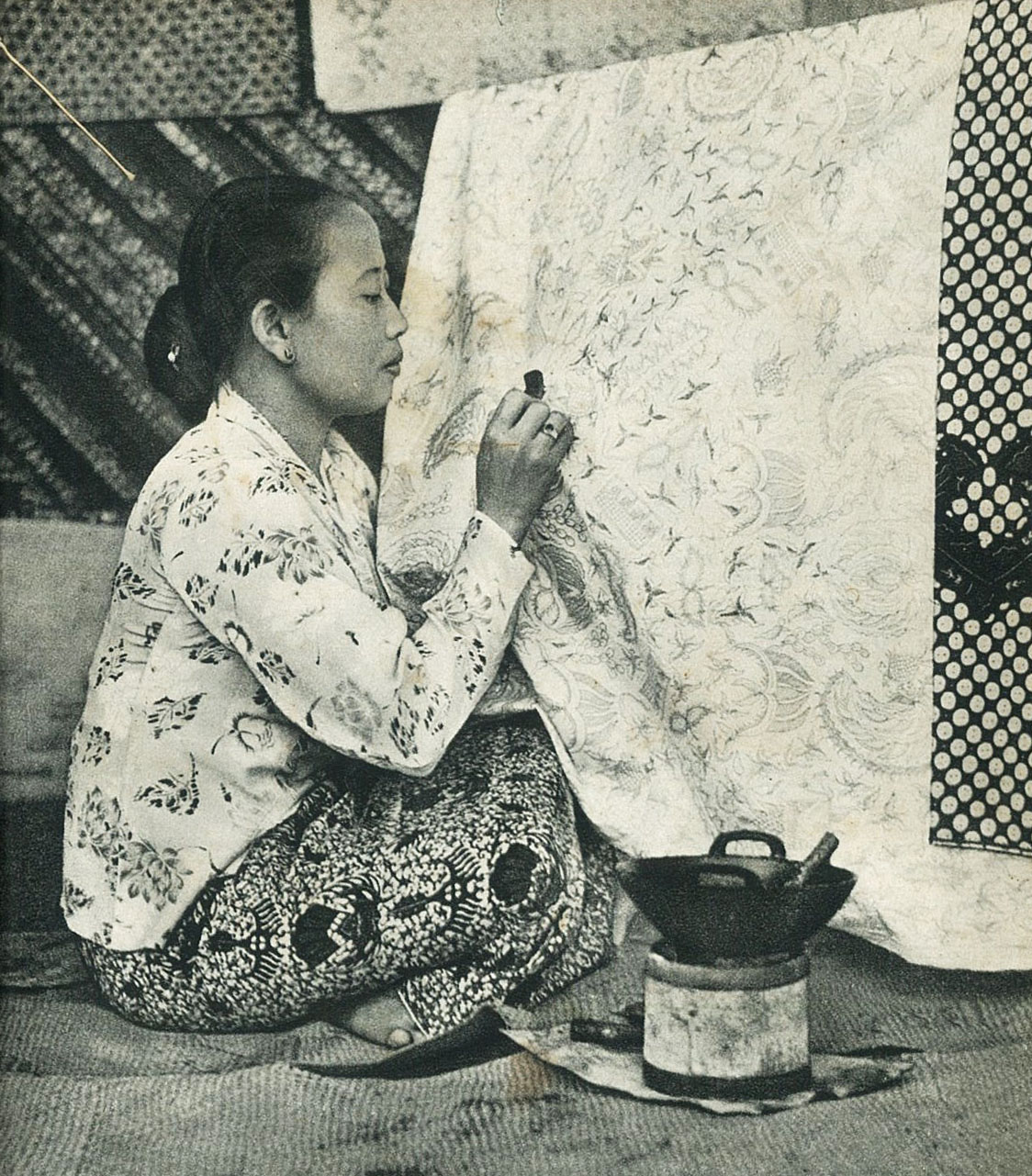
Femeie confecționând un batic

Baticul este o țesătură din in, mătase sau bumbac, imprimată cu un desen colorat, executat deobicei manual, prin diverse tehnici specifice picturii pe pânză. Baticul este de asemenea unul din genurile artei decorative.

## Istoric
Tehnica si arta baticului sunt originare din nordul Indiei, Malaysia și Indonezia. Au fost introduse în Europa de olandezi (sec. XVI). Baticul a devenit mai apoi o tehnică de exprimare curentă în artele decorative (inclusiv în design-ul vestimentar) dar și în arta populară, fiind astăzi, în variantele ei simplificate, chiar și un procedeu casnic.
Batik (cuvânt indonezian pronunțat /'ba.tiʔ/) definește tehnica indoneziană de aplicare a unor substanțe rezistente la apă (ceară sau pastă de orez), pe materiale textile în prealabil pregatite pentru a fi vopsite cu culori naturale și desenate manual, cu modele specifice zonelor în care sunt create.

## Etimologie
Una dintre explicațiile date privind originea termenului batik susține că acesta provine din cuvântul indonezian tik, care înseamnă punct sau a puncta, și cuvântul javanez amba, care înseamnă a scrie.
O altă versiune a etimologiei susține că batik derivă din cuvântul javanez batek care ar putea proveni la rândul lui din cuvântul protoaustronezian *beCík și care înseamnă tatuaj; la început, tehnica batik presupunea împungerea țesăturii impregnate cu ceară înainte de vopsire.
Prin intermediul limbii franceze acest cuvânt a ajuns și în limba română (batic) cu sensul de basma sau în general de țesătură subțire imprimată în culori.

## Tehnica baticului în Indonezia

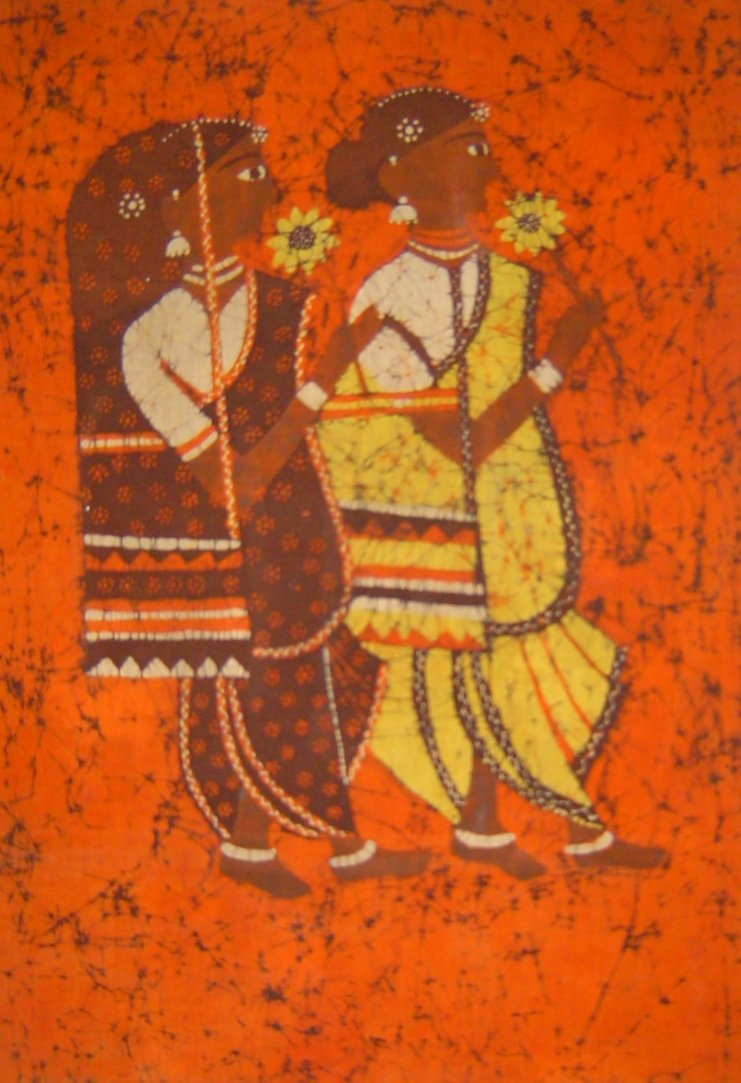
„Batitkului tulis“, Indonezia

Javanezii (locuitorii insulei Java din Indonezia), foloseau tehnica batik încă din secolul 12, de aceea se crede că Indonezia este "țara mamă" a baticului. Tot în Java se găsește și cea mai mare industrie a baticului. Materialele textile de pe Insula Java sunt o parte integrantă din identitatea culturală și patrimoniul spiritual al poporului indonezian. Ele sunt desenate și vopsite manual, folosindu-se ceară fierbinte și adesea reflectă stiluri din alte culturi, perioade și părți ale lumii, până la Art Nouveau. În anul 2009 baticul indonezian a fost introdus pe lista Unesco.
Tehnica batik se mai întâlnește și în Malaysia, Tailanda, India, Sri Lanka, Iran, fiecare desene specifice fiecărei zone.
Materialul folosit poate fi bumbac sau mătase fină de culoare albă, finisată și pregătită pentru a fi pictată. Ceara fierbinte (un amestec de parafină, rășină și grăsimi în proporții variabile) este aplicată manual cu ajutorului unui instrument numit canting (pronunțat /'ʧan.tiŋ/), prevăzut cu un rezervor mic pentru ceara lichidă. Întâi este trasat conturul desenului cu ceară pe material, ceara protejând materialul de culoare atunci când este introdus în vopsea. Prima vopsea este deschisă la culoare urmând apoi colorarea materialului cu nuanțe din ce în ce mai închise. Ceara este aplicată din nou pe porțiunile care trebuie să iși păstreze culoarea la o următoare imersie a materialului în vopsea, procedeul continuând până se obține desenul dorit. La final ceara este îndepărtată manual și apoi materialul este opărit pentru a îndepărta resturile rămase.
Acest tip de batic se numește "batik tulis" (batic scris), pentru că desenele sunt făcute manual. Vopseaua este naturală, obținută din plante.
Din secolul al XIX-lea, procedeul realizării baticului indonezian s-a modernizat, canting-ul înlocuidu-se cu mulaje de metal numite cap (pronunțat /ʧap/). Tehnica mulajelor se identifică prin repetiția modelului pe suprafața materialului. Unele batik-uri combină stilul canting cu stilul cap. Dar bineînțeles că există și imitații care nu sunt realizate manual sau procedeul de folosire a cerii este complet absent.
Fabricile păstrează tehnica de folosire a cerii, iar desenele sunt mult mai precise și de calitate, dar valoarea unui batik tulis este cu mult mai mare, prețul poate atinge chiar mii de dolari. Timpul de realizare a unui batik tulis poate varia de la 5 săptămâni pentru baticul obișnuit, până la un an pentru cele destinate curții regale.

## Baticul în versiuni moderne, simplificate sau casnice
Baticul cu noduri: tehnică simplă, presupune obtinerea unui desen prin innodarea sau împăturirea pânzei, înainte de a fi vopsită. Locurile innodate sau pliate nu rețin colorantul și creează un desen specific. Deobicei monocolor.
Baticul pictat: se folosesc coloranti textili diluati, care se aplica cu pensula pe pînza bine întinsă (de ex. într-un stil acuarelat, profitînd de efectele de difuzie, inerente)
Baticul cerat: similar baticului clasic, se deseneaza cu parafină sau ceară topită pe pînză, după care se vopsește și apoi se elimină parafina. Zonele acoperite de ea rămîn albe.